# Don’t Wanna Hide
Don’t Wanna Hide – singel polskiej piosenkarki Dody. Singel został wydany 23 czerwca 2021. Utwór promuje film Dziewczyny z Dubaju w reżyserii Marii Sadowskiej i zapowiada czwarty solowy album artystki pt. Aquaria.

## Geneza utworu i historia wydania
Utwór napisali i skomponowali Małgorzata Uściłowska, Dorota Rabczewska, Dominic Buczkowski-Wojtaszek i Patryk Kumór, którzy również odpowiadają za produkcję piosenki.
Singel ukazał się w formacie digital download 23 czerwca 2021 w Polsce za pośrednictwem wytwórni płytowej Queen Records w dystrybucji Universal Music Polska. Utwór promuje film Dziewczyny z Dubaju, który został wyreżyserowany przez Marię Sadowską.
26 czerwca 2021 piosenka została zaprezentowana telewidzom stacji Polsat podczas Polsat SuperHit Festiwal 2021. 25 października Doda wystąpiła z utworem jako gość muzyczny w finale dwunastej edycji programu Dancing with the Stars. Taniec z gwiazdami.
28 sierpnia 2021 piosenka została hitem lata RMF FM i Telewizji Polsat. 30 września 2021 został wydany oficjalny remix piosenki przygotowany przez Skytecha, popularnego polskiego producenta muzycznego.
W kwietniu 2022 singel pokrył się złotem, zaś w kwietniu 2023 platyną.

## Teledysk
Do utworu powstał teledysk w reżyserii Olgi Czyżykiewicz, który udostępniono 24 czerwca 2021 za pośrednictwem serwisu YouTube. Został on nominowany do antynagrody Wąż jako najgorszy wideoklip roku.

## Występy telewizyjne z utworem
| Koncert/gala                               | Data                 | Transmisja telewizyjna | Źródło |
| ------------------------------------------ | -------------------- | ---------------------- | ------ |
| Polsat SuperHit Festiwal 2021              | 26 czerwca 2021      | Polsat                 | [ 11 ] |
| Przebój Lata 2021 RMF FM i Polsatu         | 28 sierpnia 2021     | Polsat                 | [ 12 ] |
| Dancing with the Stars. Taniec z gwiazdami | 25 października 2021 | Polsat                 | [ 13 ] |
| Cafe Piosenka                              | 20 marca 2022        | TVP3                   | [ 14 ] |
| Gala PGE Ekstraliga 2022                   | 10 października 2022 | Canal+ Sport 5         | [ 15 ] |
| Roztańczona Polska                         | 13 sierpnia 2023     | TVP3                   | [ 16 ] |
| Doda. Dream show - Aquaria Tour            | 3 listopada 2023     | Polsat                 | [ 17 ] |
| Roztańczony PGE Narodowy                   | 28 września 2024     | Polsat                 | [ 18 ] |

## Lista utworów
- Digital download[2]

1. „Don’t Wanna Hide” – 3:01

- Digital download[19]

1. „Don’t Wanna Hide” (Skytech  Remix) – 2:30

## Notowania

### Listy przebojów
Radio
| Kraj   | Notowanie                                   | Najwyższa pozycja na liście | Źr.    |
| ------ | ------------------------------------------- | --------------------------- | ------ |
| Polska | Muzyczne Radio (HitPlaneta)                 | 10                          | [ 20 ] |
| Polska | Radio Eska (Gorąca 20)                      | Propozycja                  | [ 21 ] |
| Polska | Radio Rekord FM (Rekordowa Lista Przebojów) | 1                           | [ 22 ] |
| Polska | Vox FM (Best Lista)                         | 12                          | [ 23 ] |

Telewizja
| Kraj   | Notowanie           | Najwyższa pozycja na liście | Źr.    |
| ------ | ------------------- | --------------------------- | ------ |
| Polska | 4fun Dance (Top 20) | Propozycja                  | [ 24 ] |

## Wyróżnienia
| Rok  | Konkurs                       | Kategoria                            | Rezultat   | Źr.           |
| ---- | ----------------------------- | ------------------------------------ | ---------- | ------------- |
| 2021 | Plebiscyt Radia Eska          | Premiera Tygodnia                    | Wygrana    | [ 25 ]        |
| 2021 | Plebiscyt Radia Eska          | Premiera Miesiąca                    | 2. miejsce | [ 25 ]        |
| 2021 | Plebiscyt Party.pl            | Hit lata 2021                        | 2. miejsce | [ 26 ]        |
| 2021 | Przebój lata RMF FM i Polsatu | Przebój lata 2021                    | Wygrana    | [ 27 ]        |
| 2021 | Muzyczny Konin                | Przebój lata 2021                    | Wygrana    | [ 28 ]        |
| 2021 | OGAE Video Contest 2021       | Polskie eliminacje do konkursu Video | Nominacja  | [ 29 ]        |
| 2022 | Plebiscyt Radia Eska          | Bitwa Nowości 2021                   | 3. miejsce | [ 30 ] [ 31 ] |
| 2022 | Węże                          | Najgorszy teledysk                   | Nominacja  | [ 10 ]        |
| 2022 | The Pop Hub Awards 2022       | Polski teledysk roku                 | Wygrana    | [ 32 ]        |

## Certyfikaty
| Kraj          | Certyfikat      | Sprzedaż |
| ------------- | --------------- | -------- |
| Polska (ZPAV) | platynowa płyta | 50 000+  |